# Авантюра леди Хелен
«Авантюра леди Хелен» (англ. Lady Helen’s Escapade) — короткометражный фильм Дэвида Уорка Гриффита.
Фильм вышел на экраны 19 апреля 1909 года.
По решению Библиотеки Конгресса фильм включен в Национальный реестр фильмов.

## Сюжет
Леди Хелен (Флоренс Лоуренс) — богатая, но безмерно скучающая женщина, живущая в роскошном доме со своими тремя слугами. В поисках приключений она отвечает на объявление о работе в газете и отправляется в трущобы в качестве домашней прислуги в пансионат. Она нелепо готовит, подает еду и убирает, однако мужчины, живущие в пансионе, настолько очарованы её красотой и обаянием, что не обращают внимания на её некомпетентность. Среди постояльцев есть высокий красивый скрипач, чья доброта и музыкальный талант выделяются среди грубых манер других мужчин. Роман Хелен и скрипача вызывает зависть среди других горничных, которые сговариваются избавиться от Хелен, обвинив её в краже скрипки музыканта. Хотя скрипач считает, что Хелен невиновна, её все равно увольняют и отправляют прочь. Вскоре Хелен раскрывает свою истинную личность и воссоединяется с музыкантом. После их воссоединения Хелен обеспечивает скрипачу должность директора консерватории.

## В ролях
- Флоренс Лоуренс — леди Хелен
- Дороти Бернард
- Джон Симпсон — обеденный гость
- Анита Хендри — гость
- Чарльз Инсли — отец
- Артур Джонсон — обеденный гость
- Джини Макферсон — вторая горничная
- Дэвид Майлз — музыкант
- Оуэн Мур — друг
- Вивиан Прескотт
- Герберт Прайор — лакей/полицейский
- Мак Сеннет — обеденный гость
- Дороти Уэст — первая горничная